# 메리 K. 게일러드

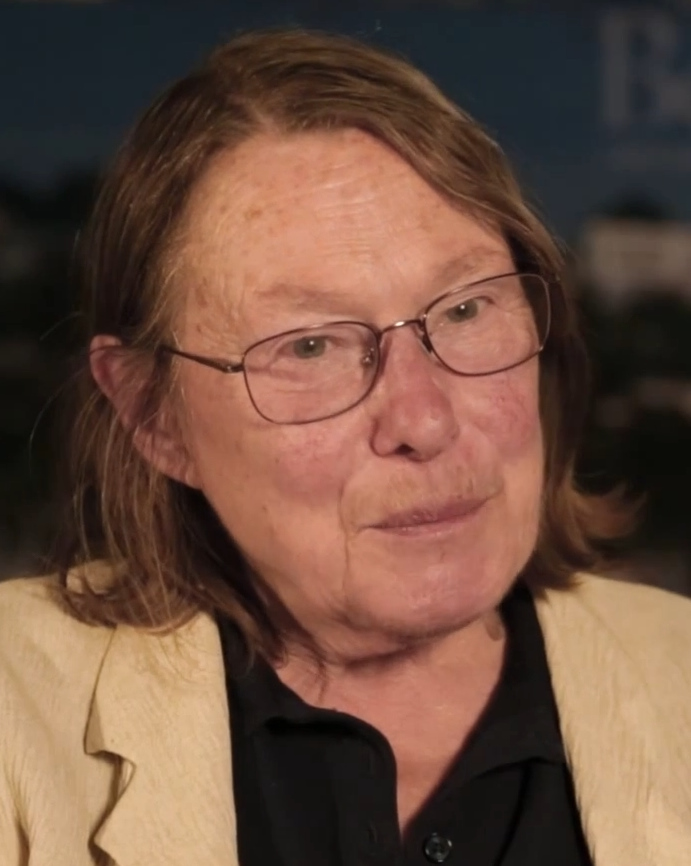

메리 캐서린 게일러드(1939년4월1일-)는 입자물리학분야의 미국 이론 물리학자. 캘리포니아 버클리 대학 대학원 교수이며 로렌스 버클리 국립 실험실의 방문과학자이다. 버클리 대학 최초의 종신 여성 물리학자이다.

## 중요한 기여
- 참 쿼크가 발견되기 전의 그 질량 예측(이휘소와 공동).
- 3-제트 이벤트의 예측( J. 엘리스,  G.G. 로스와 공동).
- b-쿼크 질량의 예측(M.S.챠노위츠, J. 엘리스와 공동).